# Komenda Rejonu Uzupełnień Suwałki

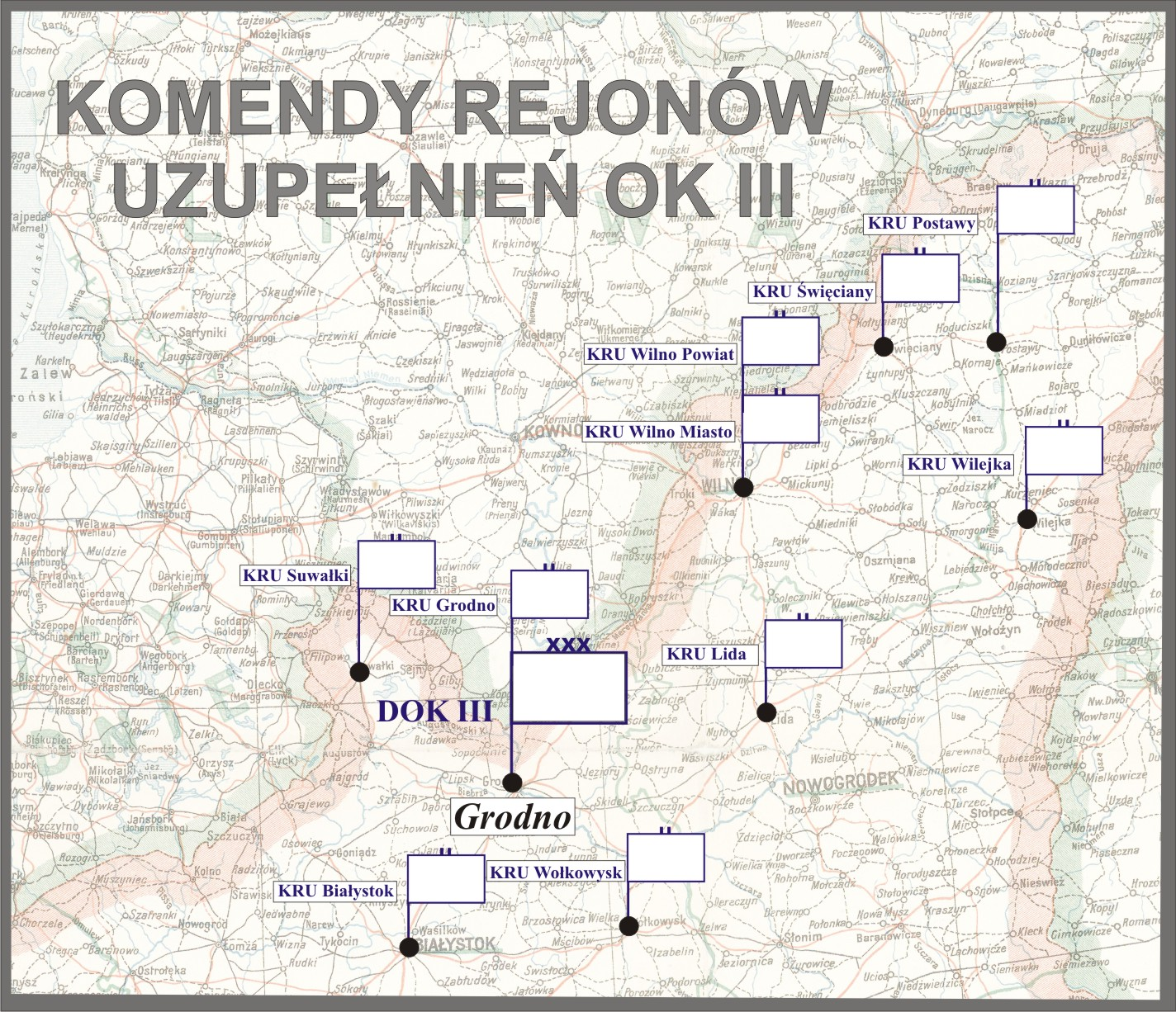
Komendy rejonów uzupełnień DOK III

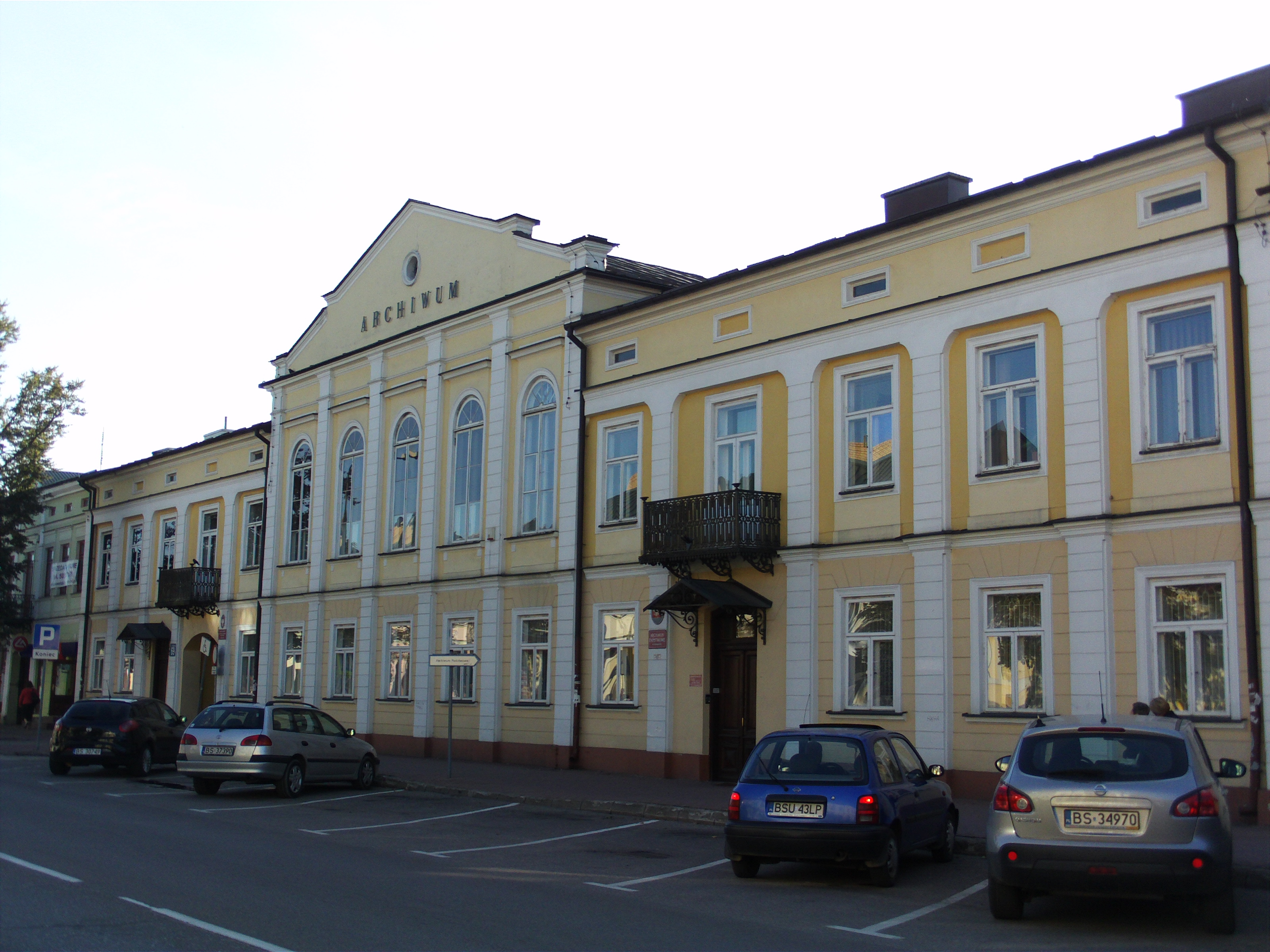
Siedziba komendy

Komenda Rejonu Uzupełnień Suwałki (KRU Suwałki) – organ wojskowy właściwy w sprawach uzupełnień Sił Zbrojnych II Rzeczypospolitej i administracji rezerw w powierzonym mu rejonie.

## Historia komendy
24 czerwca 1919 roku minister spraw wojskowych ustanowił Powiatową Komendę Uzupełnień Suwałki z tymczasową siedzibą w Grodnie, obejmującą powiaty: suwalski, sejneński i augustowski. PKU Suwałki podlegała Dowództwu Okręgu Generalnego „Warszawa”.
W czerwcu 1921 roku PKU 41 pp była nadal podporządkowana DOGen. „Warszawa” i obejmowała swoją właściwością powiaty: augustowski, sejneński i suwalski.
Z dniem 15 listopada 1921 roku, po wprowadzeniu podziału kraju na dziesięć okręgów korpusów i wprowadzeniu pokojowej organizacji służby poborowej, dotychczasowa PKU 41 pp została przemianowana na Powiatową Komendę Uzupełnień Suwałki i podporządkowana Dowództwu Okręgu Korpusu Nr III w Grodnie. Okręg poborowy obejmował powiaty: suwalski i sejneński, natomiast powiatem augustowskim administrowała nowo powstała PKU Augustów w Sokółce. W każdym powiecie rezydował oficer ewidencyjny. W 1923 roku stanowiska te w obu powiatach nie zostały obsadzone.
Z dniem 1 czerwca 1922 roku została zlikwidowana gospoda inwalidzka przy PKU Suwałki. W tym czasie komenda w dalszym ciągu pozostawała na obszarze podporządkowanym Dowództwu 2 Armii.
18 listopada 1924 roku weszła w życie ustawa z dnia 23 maja 1924 roku o powszechnym obowiązku służby wojskowej, a 15 kwietnia 1925 roku rozporządzenie wykonawcze ministra spraw wojskowych do tejże ustawy, wydane 21 marca tego roku wspólnie z ministrami: spraw wewnętrznych, zagranicznych, sprawiedliwości, skarbu, kolei, wyznań religijnych i oświecenia publicznego, rolnictwa i dóbr państwowych oraz przemysłu i handlu. Wydanie obu aktów prawnych wiązało się z przejęciem przez władze cywilne (administracji I instancji) większości zadań związanych z przygotowaniem i przeprowadzeniem poboru. Przekazanie większości zadań władzom cywilnym umożliwiło organom służby poborowej zajęcie się wyłącznie racjonalnym rozdziałem rekruta oraz ewidencją i administracją rezerw. Do tych zadań dostosowana została organizacja wewnętrzna powiatowych komend uzupełnień i ich składy osobowe. Poszczególne komendy różniły się między sobą składem osobowym w zależności od wielkości administrowanego terenu.
Z dniem 1 stycznia 1925 roku powiat sejneński z siedzibą władz w Sejnach został zniesiony, a wchodzące w jego skład gminy włączone do powiatu suwalskiego. Od tego czasu PKU Suwałki administrowała jedynie powiatem suwalskim.
Zadania i nowa organizacja PKU określone zostały w wydanej 27 maja 1925 roku instrukcji organizacyjnej służby poborowej na stopie pokojowej. W skład PKU Suwałki wchodziły dwa referaty: I) referat administracji rezerw i II) referat poborowy. Nowa organizacja i obsada służby poborowej na stopie pokojowej według stanów osobowych L. O. I. Szt. Gen. 3477/Org. 25 została ogłoszona 4 lutego 1926 roku. Z tą chwilą zniesione zostały stanowiska oficerów ewidencyjnych.
12 marca 1926 roku została ogłoszona obsada personalna Przysposobienia Wojskowego, zatwierdzona rozkazem Dep. I L. 6000/26 przez pełniącego obowiązki szefa Sztabu Generalnego gen. dyw. Edmunda Kesslera, w imieniu ministra spraw wojskowych. Zgodnie z nową organizacją pokojową Przysposobienia Wojskowego zostały zlikwidowane stanowiska oficerów instrukcyjnych przy PKU, a w ich miejsce utworzone rozkazem Oddz. I Szt. Gen. L. 7600/Org. 25 stanowiska oficerów przysposobienia wojskowego w pułkach piechoty.
Od 1926 roku, obok ustawy o powszechnym obowiązku służby wojskowej i rozporządzeń wykonawczych do niej, działalność PKU Suwałki normowała „Tymczasowa instrukcja służbowa dla PKU”, wprowadzona do użytku rozkazem MSWojsk. Dep. Piech. L. 100/26 Pob.
Z dniem 1 października 1927 roku została zlikwidowana PKU Augustów w Sokółce, a podporządkowany jej powiat augustowski włączony do okręgu poborowego PKU Suwałki.
W marcu 1930 roku PKU Suwałki nadal podlegała DOK III w Grodnie i obejmowała swoją właściwością powiaty: suwalski i augustowski. W grudniu tego roku PKU posiadała skład osobowy typ III.
11 listopada 1931 roku ogłoszono nadanie Krzyża Niepodległości st. sierż. Wacławowi Krynickiemu z PKU Suwałki.
Od 1935 roku PKU Suwałki mieściła się w gmachu Sądu Okręgowego (obecnie Archiwum Państwowe w Suwałkach) przy ul. Tadeusza Kościuszki 69.
1 lipca 1938 roku weszła w życie nowa organizacja służby uzupełnień, zgodnie z którą dotychczasowa PKU Suwałki została przemianowana na Komendę Rejonu Uzupełnień Suwałki przy czym nazwa ta zaczęła obowiązywać 1 września 1938 roku, z chwilą wejścia w życie ustawy z dnia 9 kwietnia 1938 roku o powszechnym obowiązku wojskowym. Obok wspomnianej ustawy i rozporządzeń wykonawczych do niej, działalność PKU Suwałki normowały przepisy służbowe MSWojsk. D.D.O. L. 500/Org. Tjn. Organizacja służby uzupełnień na stopie pokojowej z 13 czerwca 1938 roku. Zgodnie z tymi przepisami komenda rejonu uzupełnień była organem wykonawczym służby uzupełnień.
Komendant rejonu uzupełnień w sprawach dotyczących uzupełnień Sił Zbrojnych i administracji rezerw podlegał dowódcy Okręgu Korpusu Nr III, który był okręgowym organem kierowniczym służby uzupełnień. Rejon uzupełnień nie uległ zmianie i nadal obejmował powiaty: suwalski i augustowski.
KRU Suwałki była jednostką mobilizującą. Pod względem mobilizacji materiałowej była przydzielona do 41 pp w Suwałkach. Zgodnie z planem mobilizacyjnym „W” komendant Rejonu Uzupełnień był odpowiedzialny za przygotowanie i przeprowadzenie mobilizacji kompanii wartowniczej nr 4/31. Wymieniony pododdział miał być zmobilizowany w alarmie, w grupie jednostek oznaczonych kolorem niebieskim.
Po ogłoszeniu mobilizacji KRU Suwałki funkcjonowała na podstawie etatu pokojowego. Pod względem ewidencji i uzupełnień miała być przydzielona do Ośrodka Zapasowego 29 DP. KRU Suwałki była jednostką podległą dowódcy Okręgu Korpusu Nr III, a zaopatrywaną przez dowódcę SGO „Narew”.

## Obsada personalna
Poniżej przedstawiono wykaz oficerów zajmujących stanowisko komendanta Powiatowej Komendy Uzupełnień i komendanta rejonu uzupełnień oraz wykaz osób funkcyjnych (oficerów i urzędników wojskowych) pełniących służbę w PKU i KRU Suwałki, z uwzględnieniem najważniejszych zmian organizacyjnych przeprowadzonych w 1926 i 1938 roku.
| Komendanci                     | Komendanci              | Komendanci                       |
| ------------------------------ | ----------------------- | -------------------------------- |
| Stopień, imię i nazwisko       | Okres pełnienia funkcji | Kolejne stanowisko (dalsze losy) |
| ppłk Wiktor Henzell            | od 15 VII 1919          |                                  |
| mjr piech. Józef Włodek        | 18 I 1921 – 20 IV 1922  | komendant PKU Płock              |
| płk piech. Ignacy Jatowt       | 28 IV 1922 – 30 IX 1927 | stan spoczynku                   |
| ppłk piech. Wacław Kaj         | IX 1927 – I 1931        | dyspozycja dowódcy OK III        |
| mjr piech. Konrad Żelazny      | IX 1930 – 14 XI 1932    | komendant PKU Katowice           |
| ppłk piech. Witold Zasztowt    | 28 XI 1932 – 31 X 1934  | stan spoczynku                   |
| mjr piech. Gustaw Czeczukowicz | XI 1934 – VII 1935      | dyspozycja dowódcy OK III        |
| mjr piech. Kazimierz Wyziński  | VIII 1935 – IX 1939     |                                  |

| Obsada pozostałych stanowisk funkcyjnych PKU w latach 1921–1925 | Obsada pozostałych stanowisk funkcyjnych PKU w latach 1921–1925 | Obsada pozostałych stanowisk funkcyjnych PKU w latach 1921–1925 |                                                     |
| --------------------------------------------------------------- | --------------------------------------------------------------- | --------------------------------------------------------------- | --------------------------------------------------- |
| I referent                                                      | por. piech. Konstanty Potapowicz                                | 1923 – VI 1925                                                  | II referent                                         |
| I referent                                                      | mjr piech. Aleksander Komar                                     | VII 1925 – II 1926                                              | kierownik I referatu                                |
| II referent                                                     | urzędnik wojsk. XI rangi / por. kanc. Marian Gawuć              | do 15 I 1925                                                    |                                                     |
| II referent                                                     | por. piech. Konstanty Potapowicz                                | VII 1925 – II 1926                                              | kierownik II referatu                               |
| oficer instrukcyjny                                             | por. piech. Ładysław Edmund Kuśmidrowicz                        | do I 1924                                                       |                                                     |
| oficer instrukcyjny                                             | por. piech. Alfons Piorunowski                                  | I – X 1924                                                      |                                                     |
| oficer instrukcyjny                                             | por. piech. Józef Kazimierz Skwarnicki                          | od X 1924                                                       |                                                     |
| oficer ewidencyjny na powiat sejneński                          | wakat                                                           |                                                                 |                                                     |
| oficer ewidencyjny na powiat suwalski                           | urzędnik wojsk. XI rangi / por. kanc. Antoni Jędruszak          | 1923 – 1924                                                     | w VI 1926 przydzielony do Kier. Adm. Koszar Suwałki |
| Obsada pozostałych stanowisk funkcyjnych PKU w latach 1926–1938 |                                                                 |                                                                 |                                                     |
| kierownik I referatu administracji rezerw i zastępca komendanta | mjr piech. Aleksander Komar                                     | II 1926 – II 1927                                               | komendant PKU Kościerzyna                           |
| kierownik I referatu administracji rezerw i zastępca komendanta | mjr piech. Marian Krański                                       | do XII 1927                                                     | dyspozycja dowódcy OK X                             |
| kierownik I referatu administracji rezerw i zastępca komendanta | kpt. piech. Władysław Samojłowicz                               | IV 1928 – 31 VII 1933                                           | stan spoczynku                                      |
| kierownik I referatu administracji rezerw i zastępca komendanta | kpt. art. Stefan Wypijewski                                     | VIII 1933 – VI 1934                                             | WIG                                                 |
| kierownik I referatu administracji rezerw i zastępca komendanta | kpt. piech. Michał Komorski                                     | VI 1934 – po VI 1935                                            | kierownik II referatu KRU Równe                     |
| kierownik II referatu poborowego                                | por. piech. Konstanty Potapowicz                                | II 1926 – 30 IX 1933                                            | stan spoczynku                                      |
| kierownik II referatu poborowego                                | por. piech. Mieczysław Ignacy Kurelski                          | X 1933 – VI 1938                                                | kierownik II referatu RKU                           |
| referent                                                        | por. kanc. Władysław IV Ostrowski                               | II 1926 – II 1927                                               | referent (etat przejściowy) PKU Wilno Powiat        |
| referent                                                        | ppor. / por. piech. Franciszek Nałęcz-Jeleński                  | II 1927 – IX 1930                                               | kierownik II referatu PKU Bydgoszcz Miasto          |
| Obsada pozostałych stanowisk funkcyjnych KRU w latach 1938–1939 |                                                                 |                                                                 |                                                     |
| kierownik I referatu ewidencji                                  | kpt. adm. (piech.) Izydor Grabowy                               | III 1939                                                        |                                                     |
| kierownik II referatu uzupełnień                                | kpt. adm. (piech.) Mieczysław Ignacy Kurelski                   | III 1939                                                        | †1940 Charków                                       |